# Saint-Marc-Jaumegarde
Saint-Marc-Jaumegarde település Franciaországban, Bouches-du-Rhône megyében. Lakosainak száma 1270 fő (2022. január 1.). Saint-Marc-Jaumegarde Aix-en-Provence, Beaurecueil, Meyrargues, Le Tholonet, Vauvenargues és Venelles községekkel határos.

## Népesség
A település népessége az elmúlt években az alábbi módon változott:
| Lakosok száma | 356  | 517  | 884  | 1086 | 1159 | 1228 | 1250 | 1236 | 1229 | 1270 |
|               | 1968 | 1982 | 1990 | 2006 | 2013 | 2015 | 2017 | 2019 | 2020 | 2022 |